# Cattedrale di Chambéry
La cattedrale di San Francesco di Sales (in francese: cathédrale Saint-François-de-Sales de Chambéry) è il principale luogo di culto cattolico di Chambéry, nel dipartimento della Savoia. La chiesa, sede del vescovo di Chambéry, Saint-Jean de Maurienne e Tarantasia, è monumento storico di Francia dal 1906.

## Storia
Inizialmente modesta cappella conventuale dei francescani la cui costruzione iniziò intorno al 1420, poi chiesa annessa al loro convento (il chiostro gotico oggi ospita il museo sabaudo), si ampliò e fu consacrata il 15 giugno 1488 e completato nel 1585. A partire dal XV secolo, la Sindone di Torino veniva talvolta trasferita in questa chiesa dei Cordeliers dove si svolgevano sontuosi servizi durante le solenni ostentazioni della reliquia che attiravano una grande affluenza di pellegrini. Costruita sulla Place Métropole per l'ordine francescano, gli chambériani la chiamano “la Métropole”.
La chiesa dei Cordeliers fu profanata durante la rivoluzione francese, ma il monumento sfuggì alla furia dei demolitori. In occasione della creazione della diocesi di Chambéry, la chiesa di San Francesco divenne cattedrale nel 1779 sotto l'invocazione dell'Annunciazione della Beata Vergine Maria e del Beato Amedeo (Amedeo  IX di Savoia). La restaurazione del vescovado di Chambéry durante il concordato del 1801 fu l'occasione per il nuovo vescovo René des Monstiers de Mérinville di porre la chiesa cattedrale sotto il nome di San Francesco di Sales nel 1802.
Il restauro della facciata in pietra molassa è stato completato nel 2009 dopo i lavori iniziati nel 2006. Ha richiesto l'intervento di sei scalpellini ed è costato 1.325.171 euro, finanziato al 100% dallo Stato.
Riallacciandosi al suo passato, la cattedrale ha ricevuto nel 2014 in dono dalla diocesi di Torino una copia della Sindone visibile nella Cappella della Resurrezione, dietro il coro, pannelli didattici l'accompagnano per spiegarne la storia e la lettura.

## Descrizione

### Architettura
La facciata principale costruita nel 1522, in gotico fiammeggiante con una semplicità tipica di una chiesa francescana, rivela chiaramente la struttura dell'edificio: una navata centrale abbastanza alta (23 m sotto le volte), fiancheggiata da navate laterali. La costruzione non ha l'imponenza di altre cattedrali per motivi tecnici: essendo il basamento molto paludoso, la tradizione vuole che dovessero essere piantati ben 30.000 pali di larice. Dall'interno, il volume è comunque piuttosto imponente in termini di lunghezza, oltre 70 m, per 34 m di larghezza.
Non possiede il transetto. L'elemento più sorprendente risiede nell'architettura della navata laterale e delle cappelle laterali sul lato sud (a destra guardando verso il coro). Un'unica volta, abbastanza complessa, copre sia la cappella che la navata. Le cappelle sono poligonali, il che conferisce all'esterno un'insolita successione di contrafforti angolari. Proseguono fino alla cappella assiale dell'abside, nove in totale.

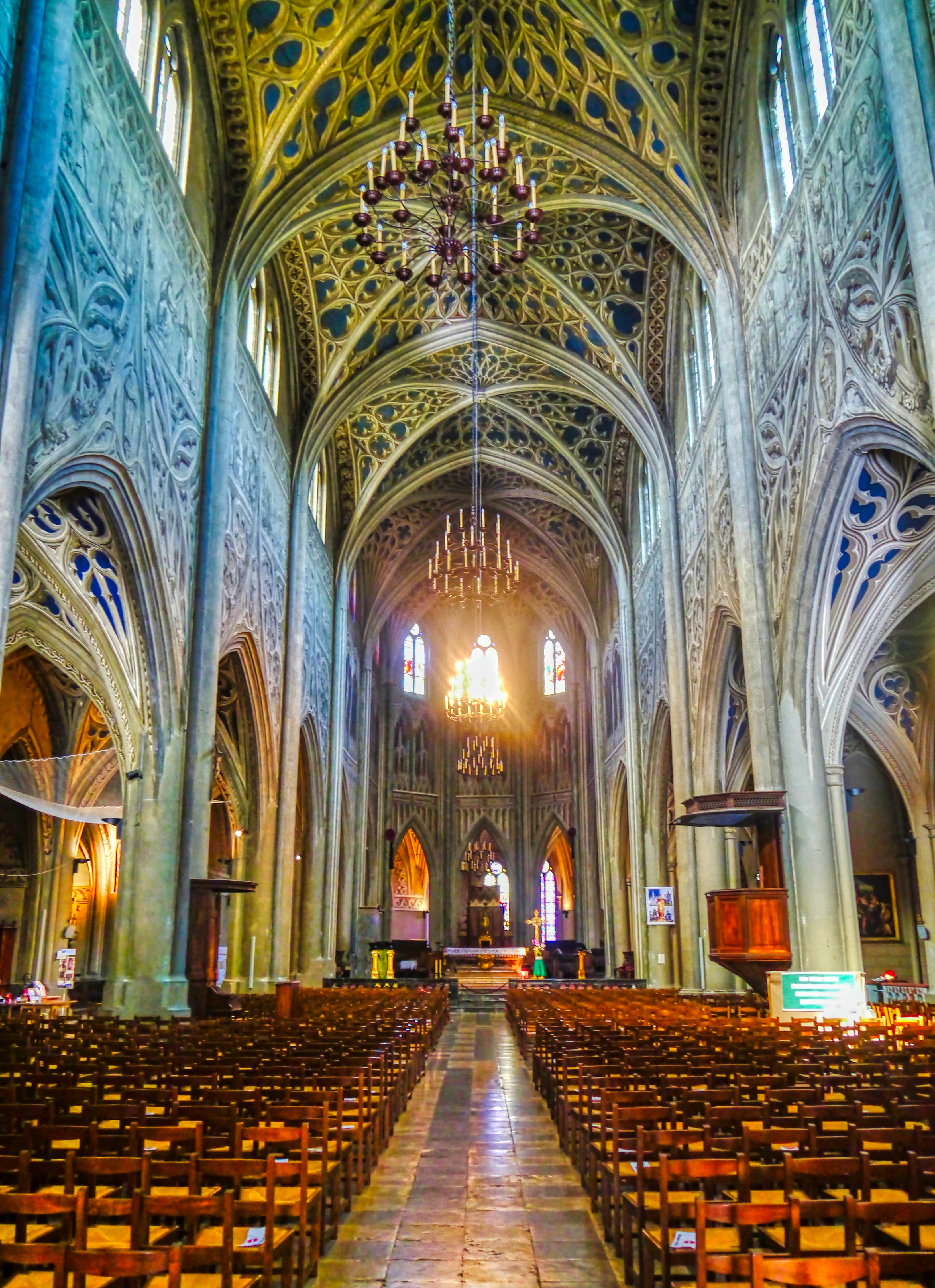
L'interno

Sul lato nord, le due cappelle dell'abside sono cieche, così come quella successiva che è la Sala del Tesoro , alla base del campanile, unica vestigia di un convento domenicano del XIII secolo (questo tesoro contiene un presepe ligneo policromo del XV secolo, una pisside in smalto champlevé del Limosino del XIII secolo e la tavola centrale, un dittico in avorio di ispirazione bizantina del XII secolo). Seguono le cappelle laterali, a pianta rettangolare e di scarsa profondità, annesse al chiostro.

### Dipinti trompe l'oeil
La cattedrale ospita la più grande collezione di dipinti trompe-l'oeil d'Europa (quasi 6.000 mq). Dopo i moti del 1821 il re Carlo Felice di Savoia fece intervenire numerosi artisti. I dipinti trompe l'oeil divennero da subito una delle meraviglie di Chambéry. Fabrizio Sevesi realizzò un primo trompe-l'oeil nel coro della cattedrale nel 1810. Poi, tra il 1834 e il 1835, l'artista "ufficiale" Casimiro Vicario dipinse tutte le pareti e le volte in stile gotico fiammeggiante.
Sulle volte fa apparire il cielo attraverso i trafori gotici. Infine, nel 1885, Bernardo Sciolli dipinse, in stile diverso, il coro, il deambulatorio, le cappelle della navata destra e la cappella canonica. Successivi restauri ripristineranno le tele del Sevesi nel coro, del Vicario altrove. Solo la cappella canonica conserva le decorazioni dello Sciolli.

### Organo[3]
L'organo della cattedrale è classificato come monumento storico. Fu costruito nel 1847 dal costruttore di organi Augustin Zeiger. Questo alsaziano di origine ha progettato questo strumento seguendo i principi del teorico tedesco Töpfer che raccomandava l'uso di canne il cui calcolo del diametro permettesse di arricchire il mezzo, che è una regione sonora più percepibile per gli ascoltatori. Augustin Zeiger costruì un organo in stile romantico come si faceva nel XIX secolo. Questo organo fu oggetto di numerose invenzioni da parte di questo artigiano.
Ha creato una complessa scatola espressiva, una leva moltiplicatrice per rimuovere le valvole o anche una “voce umana” modulare. Un anno dopo, nel 1848, decise di ampliare l'organo aggiungendo un gigantesco positivo posteriore, la prima tastiera a 56 note. Per 20 anni lo strumento non subì alcuna modifica fino a quella del nipote di Augustin Zeiger, che restaurò l'organo apportando numerose modifiche.
Lo strumento subì un'importante modifica nel 1895 ad opera della fabbrica di Lione Charles Michel - Merklin che dotò l'organo di una macchina pneumatica Barker per compensare il tocco aspro delle tastiere. Nel secolo successivo, nel 1960, venne lanciato il mercato del restauro dello strumento. Fu il postino parigino Victor Gonzalez ad aggiudicarsi l'appalto, poiché l'artigiano non aveva concorrenti. Ha elettrizzato la trasmissione delle tastiere pur rimanendo in uno spirito neoclassico. Lo strumento è stato classificato come monumento storico nel 1988.

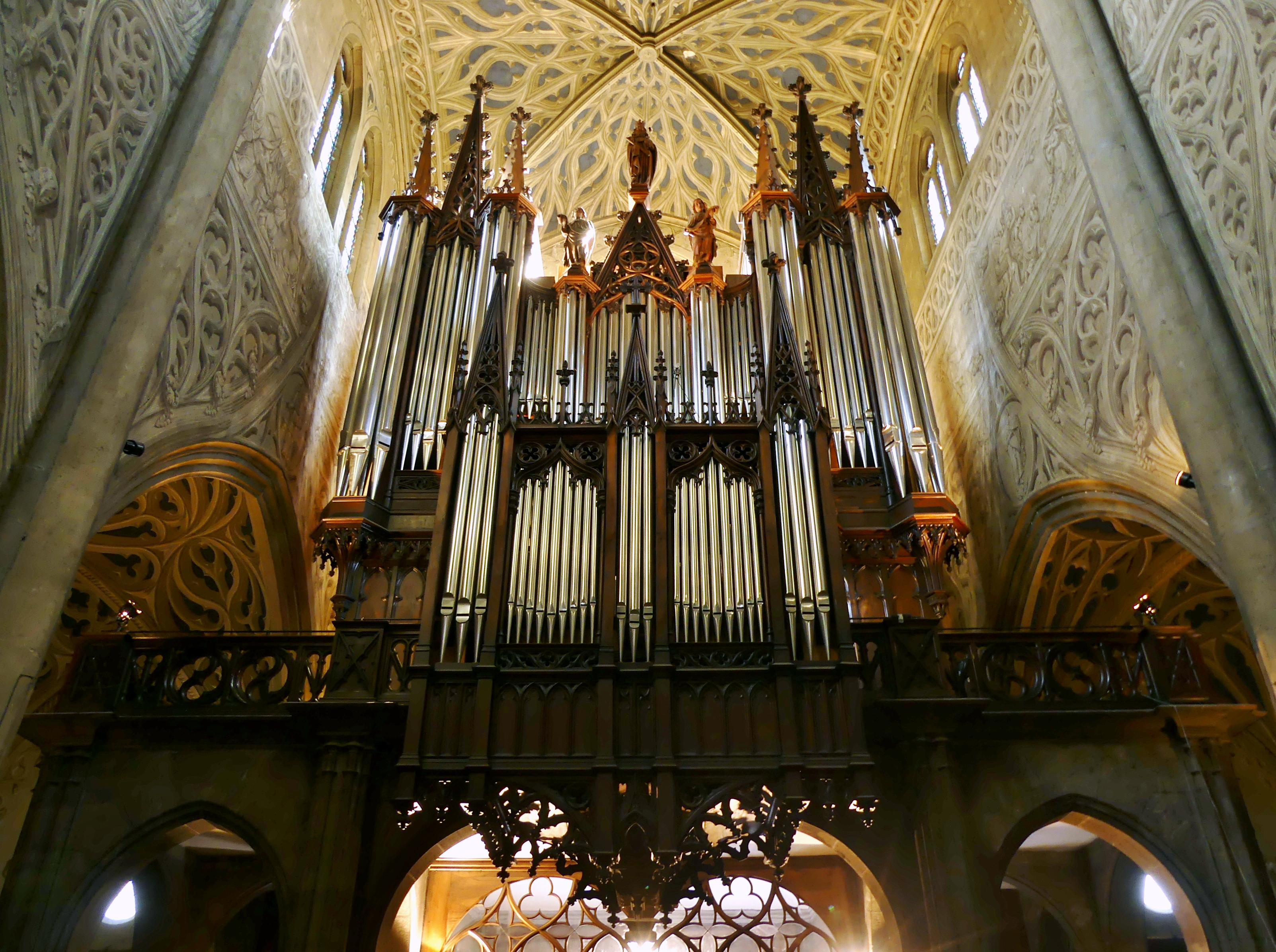
Il grande organo

Lo strumento è stato completamente restaurato nello spirito Zeiger dal costruttore Pascal Quoirin nel 2004.